# Eleições legislativas de 2015 em Barcelos

## Resultados Oficiais
| Partido                 | Partido                         | Votos   | %               | +/-   |
| ----------------------- | ------------------------------- | ------- | --------------- | ----- |
|                         | Portugal à Frente               | 37 326  | 53,67 / 100,00  | 3,37  |
|                         | Partido Socialista              | 18 758  | 26,97 / 100,00  | 1,12  |
|                         | Bloco de Esquerda               | 4 948   | 7,11 / 100,00   | 3,39  |
|                         | Coligação Democrática Unitária  | 2 170   | 3,12 / 100,00   | 0,09  |
|                         | Partido Democrático Republicano | 1 294   | 1,86 / 100,00   | Novo  |
|                         | Outros                          | 2 562   | 3,68 / 100,00   |       |
| Votos Inválidos         | Votos Inválidos                 | 2 495   | 3,59 / 100,00   | 0,26  |
| Total                   | Total                           | 69 553  | 100,00 / 100,00 |       |
| Eleitorado/Participação | Eleitorado/Participação         | 107 884 | 64,47 / 100,00  | 1,92  |
| Fonte                   | Fonte                           | [ 1 ]   | [ 1 ]           | [ 1 ] |

## Resultados por Freguesia
Os resultados seguintes referem-se aos partidos que obtiveram mais de 1,00% dos votos:
| Freguesia                                           | %     | %     | %     | %    | %    | Votantes |
| Freguesia                                           | PÀF   | PS    | BE    | CDU  | PDR  | Votantes |
| --------------------------------------------------- | ----- | ----- | ----- | ---- | ---- | -------- |
| Abade de Neiva                                      | 50,04 | 28,92 | 7,07  | 1,77 | 2,81 | 1 245    |
| Aborim                                              | 45,59 | 34,10 | 7,66  | 3,26 | 2,30 | 522      |
| Adães                                               | 47,62 | 28,57 | 8,23  | 3,46 | 2,38 | 462      |
| Airó                                                | 55,35 | 27,33 | 6,79  | 3,40 | 1,53 | 589      |
| Aldreu                                              | 51,32 | 32,85 | 4,80  | 2,16 | 1,44 | 417      |
| Alheira e Igreja Nova                               | 68,85 | 19,50 | 3,09  | 0,83 | 0,71 | 841      |
| Alvelos                                             | 56,11 | 27,79 | 5,80  | 2,29 | 2,37 | 1 310    |
| Alvito e Couto                                      | 56,54 | 21,07 | 8,72  | 1,69 | 2,30 | 826      |
| Arcozelo                                            | 32,52 | 38,36 | 12,06 | 6,26 | 2,81 | 6 666    |
| Areias                                              | 53,43 | 25,20 | 8,29  | 3,19 | 3,19 | 627      |
| Areias de Vilar e Encourados                        | 60,60 | 20,60 | 6,43  | 3,62 | 1,21 | 995      |
| Balugães                                            | 57,98 | 23,95 | 5,51  | 2,47 | 1,52 | 526      |
| Barcelinhos                                         | 44,35 | 32,97 | 9,32  | 4,93 | 1,08 | 1 116    |
| Barcelos, Vila Boa e Vila Frescainha                | 40,15 | 35,10 | 10,28 | 5,76 | 1,85 | 6 663    |
| Barqueiros                                          | 53,54 | 33,85 | 3,65  | 2,08 | 0,94 | 960      |
| Cambeses                                            | 28,84 | 46,39 | 8,44  | 7,89 | 0,95 | 735      |
| Campo e Tamel                                       | 61,38 | 22,11 | 6,26  | 1,73 | 1,19 | 927      |
| Carapeços                                           | 62,41 | 25,19 | 4,06  | 2,11 | 1,58 | 1 330    |
| Carreira e Fonte Coberta                            | 50,51 | 31,62 | 6,66  | 3,79 | 0,67 | 1 186    |
| Carvalhal                                           | 57,24 | 27,01 | 4,71  | 1,84 | 1,95 | 870      |
| Carvalhas                                           | 60,60 | 25,00 | 3,53  | 3,26 | 1,09 | 368      |
| Chorente, Goios, Courel, Pedra Furada e Gueral      | 68,94 | 17,69 | 4,81  | 1,75 | 1,38 | 1 600    |
| Cossourado                                          | 60,54 | 28,39 | 3,34  | 1,67 | 0,84 | 479      |
| Creixomil e Mariz                                   | 55,01 | 27,76 | 5,14  | 1,80 | 2,83 | 778      |
| Cristelo                                            | 66,91 | 18,44 | 4,21  | 1,26 | 1,58 | 949      |
| Durrães e Tregosa                                   | 58,01 | 23,85 | 6,21  | 1,99 | 1,37 | 805      |
| Fornelos                                            | 71,88 | 16,52 | 4,24  | 1,12 | 0,67 | 448      |
| Fragoso                                             | 52,46 | 30,68 | 6,27  | 1,78 | 1,53 | 1 180    |
| Galegos (Santa Maria)                               | 59,65 | 21,63 | 6,60  | 1,65 | 2,73 | 1 757    |
| Galegos (São Martinho)                              | 57,08 | 23,09 | 7,91  | 1,58 | 2,23 | 1 074    |
| Gamil e Midões                                      | 46,70 | 33,18 | 9,50  | 2,12 | 1,23 | 895      |
| Gilmonde                                            | 58,38 | 22,81 | 7,57  | 1,95 | 1,84 | 925      |
| Lama                                                | 64,65 | 18,38 | 5,27  | 0,90 | 2,57 | 778      |
| Lijó                                                | 58,71 | 22,45 | 6,52  | 2,41 | 1,63 | 1 412    |
| Macieira de Rates                                   | 78,55 | 9,36  | 3,53  | 0,79 | 1,41 | 1 133    |
| Manhente                                            | 53,16 | 23,51 | 9,35  | 4,27 | 2,14 | 1 123    |
| Martim                                              | 51,95 | 25,50 | 6,76  | 5,12 | 1,47 | 1 153    |
| Milhazes, Vilar de Figos e Faria                    | 68,20 | 17,81 | 4,21  | 1,51 | 1,35 | 1 258    |
| Moure                                               | 51,73 | 32,97 | 4,37  | 3,46 | 2,37 | 549      |
| Negreiros e Chavão                                  | 81,44 | 9,42  | 3,05  | 0,61 | 1,02 | 1 476    |
| Oliveira                                            | 68,86 | 15,98 | 5,60  | 1,65 | 0,82 | 607      |
| Palme                                               | 62,14 | 24,27 | 4,05  | 0,81 | 1,29 | 618      |
| Panque                                              | 71,47 | 12,00 | 4,80  | 2,40 | 2,13 | 375      |
| Paradela                                            | 64,39 | 19,05 | 6,42  | 1,24 | 0,83 | 483      |
| Pereira                                             | 57,95 | 27,99 | 4,69  | 1,73 | 2,10 | 811      |
| Perelhal                                            | 60,00 | 24,20 | 4,09  | 2,10 | 1,66 | 905      |
| Pousa                                               | 52,17 | 27,24 | 6,81  | 3,69 | 2,05 | 1 219    |
| Quintiães e Aguiar                                  | 65,85 | 18,65 | 4,73  | 2,58 | 1,43 | 697      |
| Remelhe                                             | 65,46 | 18,48 | 4,35  | 2,17 | 2,17 | 828      |
| Rio Covo (Santa Eugénia)                            | 39,02 | 37,63 | 10,02 | 5,01 | 2,03 | 938      |
| Roriz                                               | 72,11 | 12,46 | 4,70  | 1,73 | 2,15 | 1 212    |
| Sequeade e Bastuço                                  | 49,82 | 31,13 | 5,55  | 3,85 | 1,34 | 1 118    |
| Silva                                               | 47,55 | 32,36 | 9,51  | 1,69 | 2,30 | 652      |
| Silveiros e Rio Covo (Santa Eulália)                | 51,76 | 25,13 | 8,20  | 4,67 | 1,23 | 1 134    |
| Tamel (Santa Leocádia) e Vilar do Monte             | 57,59 | 20,19 | 6,33  | 2,63 | 3,70 | 837      |
| Tamel (São Veríssimo)                               | 44,81 | 32,17 | 10,05 | 2,99 | 2,88 | 1 772    |
| Ucha                                                | 56,93 | 27,02 | 5,54  | 1,50 | 1,96 | 866      |
| Várzea                                              | 46,60 | 34,23 | 7,38  | 2,68 | 1,73 | 1 043    |
| Viatodos, Grimancelos, Minhotães e Monte de Fralães | 55,66 | 26,33 | 6,60  | 2,14 | 1,67 | 2 332    |
| Vila Cova e Feitos                                  | 63,78 | 19,47 | 4,54  | 2,02 | 1,88 | 1 433    |
| Vila Seca                                           | 64,03 | 23,47 | 5,56  | 1,39 | 0,56 | 720      |
| Barcelos                                            | 53,67 | 26,97 | 7,11  | 3,12 | 1,86 | 69 553   |

#### Abade de Neiva
| Partido                 | Partido                         | Votos | %               | +/-  |
| ----------------------- | ------------------------------- | ----- | --------------- | ---- |
|                         | Portugal à Frente               | 623   | 50,04 / 100,00  | 5,50 |
|                         | Partido Socialista              | 360   | 28,92 / 100,00  | 0,61 |
|                         | Bloco de Esquerda               | 88    | 7,07 / 100,00   | 3,74 |
|                         | Partido Democrático Republicano | 35    | 2,81 / 100,00   | Novo |
|                         | Coligação Democrática Unitária  | 22    | 1,77 / 100,00   | 1,81 |
|                         | PCTP/MRPP                       | 14    | 1,12 / 100,00   | 0,29 |
|                         | Pessoas–Animais–Natureza        | 13    | 1,04 / 100,00   | 0,46 |
|                         | Outros                          | 28    | 2,25 / 100,00   |      |
| Votos Inválidos         | Votos Inválidos                 | 62    | 4,98 / 100,00   | 0,30 |
| Total                   | Total                           | 1 245 | 100,00 / 100,00 |      |
| Eleitorado/Participação | Eleitorado/Participação         | 1 754 | 70,98 / 100,00  | 0,76 |

#### Aborim
| Partido                 | Partido                         | Votos | %               | +/-  |
| ----------------------- | ------------------------------- | ----- | --------------- | ---- |
|                         | Portugal à Frente               | 238   | 45,59 / 100,00  | 0,74 |
|                         | Partido Socialista              | 178   | 34,10 / 100,00  | 0,52 |
|                         | Bloco de Esquerda               | 40    | 7,66 / 100,00   | 2,35 |
|                         | Coligação Democrática Unitária  | 17    | 3,26 / 100,00   | 0,59 |
|                         | Partido Democrático Republicano | 12    | 2,30 / 100,00   | Novo |
|                         | PCTP/MRPP                       | 8     | 1,53 / 100,00   | 0,85 |
|                         | Outros                          | 12    | 2,09 / 100,00   |      |
| Votos Inválidos         | Votos Inválidos                 | 18    | 3,45 / 100,00   | 0,03 |
| Total                   | Total                           | 522   | 100,00 / 100,00 |      |
| Eleitorado/Participação | Eleitorado/Participação         | 794   | 65,74 / 100,00  | 1,58 |

#### Adães
| Partido                 | Partido                         | Votos | %               | +/-  |
| ----------------------- | ------------------------------- | ----- | --------------- | ---- |
|                         | Portugal à Frente               | 220   | 47,62 / 100,00  | 5,44 |
|                         | Partido Socialista              | 132   | 28,57 / 100,00  | 5,05 |
|                         | Bloco de Esquerda               | 38    | 8,23 / 100,00   | 5,06 |
|                         | Coligação Democrática Unitária  | 16    | 3,46 / 100,00   | 0,98 |
|                         | Partido Democrático Republicano | 11    | 2,38 / 100,00   | Novo |
|                         | Pessoas–Animais–Natureza        | 6     | 1,30 / 100,00   | 1,09 |
|                         | Outros                          | 15    | 3,24 / 100,00   |      |
| Votos Inválidos         | Votos Inválidos                 | 24    | 5,20 / 100,00   | 2,46 |
| Total                   | Total                           | 462   | 100,00 / 100,00 |      |
| Eleitorado/Participação | Eleitorado/Participação         | 671   | 68,85 / 100,00  | 0,61 |

#### Airó
| Partido                 | Partido                         | Votos | %               | +/-  |
| ----------------------- | ------------------------------- | ----- | --------------- | ---- |
|                         | Portugal à Frente               | 326   | 55,35 / 100,00  | 3,94 |
|                         | Partido Socialista              | 161   | 27,33 / 100,00  | 0,95 |
|                         | Bloco de Esquerda               | 40    | 6,79 / 100,00   | 4,92 |
|                         | Coligação Democrática Unitária  | 20    | 3,40 / 100,00   | 2,21 |
|                         | Partido Democrático Republicano | 9     | 1,53 / 100,00   | Novo |
|                         | Outros                          | 16    | 2,71 / 100,00   |      |
| Votos Inválidos         | Votos Inválidos                 | 17    | 2,89 / 100,00   | 1,37 |
| Total                   | Total                           | 589   | 100,00 / 100,00 |      |
| Eleitorado/Participação | Eleitorado/Participação         | 891   | 66,11 / 100,00  | 1,83 |

#### Aldreu
| Partido                 | Partido                         | Votos | %               | +/-  |
| ----------------------- | ------------------------------- | ----- | --------------- | ---- |
|                         | Portugal à Frente               | 214   | 51,32 / 100,00  | 0,98 |
|                         | Partido Socialista              | 137   | 32,85 / 100,00  | 1,38 |
|                         | Bloco de Esquerda               | 20    | 4,80 / 100,00   | 2,79 |
|                         | Coligação Democrática Unitária  | 9     | 2,16 / 100,00   | 0,15 |
|                         | Partido Democrático Republicano | 6     | 1,44 / 100,00   | Novo |
|                         | Outros                          | 18    | 4,32 / 100,00   |      |
| Votos Inválidos         | Votos Inválidos                 | 13    | 3,12 / 100,00   | 2,47 |
| Total                   | Total                           | 417   | 100,00 / 100,00 |      |
| Eleitorado/Participação | Eleitorado/Participação         | 735   | 56,73 / 100,00  | 3,35 |

#### Alheira e Igreja Nova
| Partido                 | Partido                 | Votos | %               |
| ----------------------- | ----------------------- | ----- | --------------- |
|                         | Portugal à Frente       | 579   | 68,85 / 100,00  |
|                         | Partido Socialista      | 164   | 19,50 / 100,00  |
|                         | Bloco de Esquerda       | 26    | 3,09 / 100,00   |
|                         | Outros                  | 31    | 3,68 / 100,00   |
| Votos Inválidos         | Votos Inválidos         | 41    | 4,88 / 100,00   |
| Total                   | Total                   | 841   | 100,00 / 100,00 |
| Eleitorado/Participação | Eleitorado/Participação | 1 574 | 53,43 / 100,00  |

#### Alvelos
| Partido                 | Partido                         | Votos | %               | +/-  |
| ----------------------- | ------------------------------- | ----- | --------------- | ---- |
|                         | Portugal à Frente               | 735   | 56,11 / 100,00  | 1,70 |
|                         | Partido Socialista              | 364   | 27,79 / 100,00  | 2,81 |
|                         | Bloco de Esquerda               | 76    | 5,80 / 100,00   | 3,02 |
|                         | Partido Democrático Republicano | 31    | 2,37 / 100,00   | Novo |
|                         | Coligação Democrática Unitária  | 30    | 2,29 / 100,00   | 0,18 |
|                         | Outros                          | 44    | 3,35 / 100,00   |      |
| Votos Inválidos         | Votos Inválidos                 | 30    | 2,29 / 100,00   | 0,96 |
| Total                   | Total                           | 1 310 | 100,00 / 100,00 |      |
| Eleitorado/Participação | Eleitorado/Participação         | 1 919 | 68,26 / 100,00  | 0,76 |

#### Alvito e Couto
| Partido                 | Partido                         | Votos | %               |
| ----------------------- | ------------------------------- | ----- | --------------- |
|                         | Portugal à Frente               | 467   | 56,54 / 100,00  |
|                         | Partido Socialista              | 174   | 21,07 / 100,00  |
|                         | Bloco de Esquerda               | 72    | 8,72 / 100,00   |
|                         | Partido Democrático Republicano | 19    | 2,30 / 100,00   |
|                         | Coligação Democrática Unitária  | 14    | 1,69 / 100,00   |
|                         | Pessoas–Animais–Natureza        | 10    | 1,21 / 100,00   |
|                         | Outros                          | 26    | 3,14 / 100,00   |
| Votos Inválidos         | Votos Inválidos                 | 44    | 5,33 / 100,00   |
| Total                   | Total                           | 826   | 100,00 / 100,00 |
| Eleitorado/Participação | Eleitorado/Participação         | 1 254 | 65,87 / 100,00  |

#### Arcozelo
| Partido                 | Partido                         | Votos  | %               | +/-  |
| ----------------------- | ------------------------------- | ------ | --------------- | ---- |
|                         | Partido Socialista              | 2 557  | 38,36 / 100,00  | 2,51 |
|                         | Portugal à Frente               | 2 168  | 32,52 / 100,00  | 4,95 |
|                         | Bloco de Esquerda               | 804    | 12,06 / 100,00  | 5,18 |
|                         | Coligação Democrática Unitária  | 417    | 6,26 / 100,00   | 0,62 |
|                         | Partido Democrático Republicano | 187    | 2,81 / 100,00   | Novo |
|                         | Outros                          | 290    | 4,34 / 100,00   |      |
| Votos Inválidos         | Votos Inválidos                 | 243    | 3,65 / 100,00   | 0,74 |
| Total                   | Total                           | 6 666  | 100,00 / 100,00 |      |
| Eleitorado/Participação | Eleitorado/Participação         | 11 110 | 60,00 / 100,00  | 3,32 |

#### Areias
| Partido                 | Partido                         | Votos | %               | +/-  |
| ----------------------- | ------------------------------- | ----- | --------------- | ---- |
|                         | Portugal à Frente               | 335   | 53,43 / 100,00  | 2,94 |
|                         | Partido Socialista              | 158   | 25,20 / 100,00  | 1,74 |
|                         | Bloco de Esquerda               | 52    | 8,29 / 100,00   | 4,48 |
|                         | Coligação Democrática Unitária  | 20    | 3,19 / 100,00   | 0,85 |
|                         | Partido Democrático Republicano | 20    | 3,19 / 100,00   | Novo |
|                         | Outros                          | 18    | 2,88 / 100,00   |      |
| Votos Inválidos         | Votos Inválidos                 | 24    | 3,82 / 100,00   | 1,16 |
| Total                   | Total                           | 627   | 100,00 / 100,00 |      |
| Eleitorado/Participação | Eleitorado/Participação         | 964   | 65,04 / 100,00  | 4,87 |

#### Areias de Vilar e Encourados
| Partido                 | Partido                         | Votos | %               |
| ----------------------- | ------------------------------- | ----- | --------------- |
|                         | Portugal à Frente               | 603   | 60,60 / 100,00  |
|                         | Partido Socialista              | 205   | 20,60 / 100,00  |
|                         | Bloco de Esquerda               | 64    | 6,43 / 100,00   |
|                         | Coligação Democrática Unitária  | 36    | 3,62 / 100,00   |
|                         | Partido Democrático Republicano | 12    | 1,21 / 100,00   |
|                         | PCTP/MRPP                       | 12    | 1,21 / 100,00   |
|                         | Outros                          | 28    | 2,81 / 100,00   |
| Votos Inválidos         | Votos Inválidos                 | 35    | 3,52 / 100,00   |
| Total                   | Total                           | 995   | 100,00 / 100,00 |
| Eleitorado/Participação | Eleitorado/Participação         | 1 671 | 59,55 / 100,00  |

#### Balugães
| Partido                 | Partido                         | Votos | %               | +/-  |
| ----------------------- | ------------------------------- | ----- | --------------- | ---- |
|                         | Portugal à Frente               | 305   | 57,98 / 100,00  | 6,14 |
|                         | Partido Socialista              | 126   | 23,95 / 100,00  | 3,36 |
|                         | Bloco de Esquerda               | 29    | 5,51 / 100,00   | 2,57 |
|                         | Coligação Democrática Unitária  | 13    | 2,47 / 100,00   | 2,24 |
|                         | Partido Democrático Republicano | 8     | 1,52 / 100,00   | Novo |
|                         | PCTP/MRPP                       | 6     | 1,14 / 100,00   | 1,14 |
|                         | Outros                          | 20    | 3,80 / 100,00   |      |
| Votos Inválidos         | Votos Inválidos                 | 19    | 3,61 / 100,00   | 0,08 |
| Total                   | Total                           | 526   | 100,00 / 100,00 |      |
| Eleitorado/Participação | Eleitorado/Participação         | 779   | 67,52 / 100,00  | 1,80 |

#### Barcelinhos
| Partido                 | Partido                         | Votos | %               | +/-  |
| ----------------------- | ------------------------------- | ----- | --------------- | ---- |
|                         | Portugal à Frente               | 495   | 44,35 / 100,00  | 1,82 |
|                         | Partido Socialista              | 368   | 32,97 / 100,00  | 1,19 |
|                         | Bloco de Esquerda               | 104   | 9,32 / 100,00   | 5,06 |
|                         | Coligação Democrática Unitária  | 55    | 4,93 / 100,00   | 1,12 |
|                         | Partido Democrático Republicano | 12    | 1,08 / 100,00   | Novo |
|                         | Outros                          | 38    | 3,41 / 100,00   |      |
| Votos Inválidos         | Votos Inválidos                 | 44    | 3,94 / 100,00   | 1,51 |
| Total                   | Total                           | 1 116 | 100,00 / 100,00 |      |
| Eleitorado/Participação | Eleitorado/Participação         | 1 600 | 69,75 / 100,00  | 1,23 |

#### Barcelos, Vila Boa e Vila Frescainha
| Partido                 | Partido                         | Votos  | %               |
| ----------------------- | ------------------------------- | ------ | --------------- |
|                         | Portugal à Frente               | 2 675  | 40,15 / 100,00  |
|                         | Partido Socialista              | 2 339  | 35,10 / 100,00  |
|                         | Bloco de Esquerda               | 685    | 10,28 / 100,00  |
|                         | Coligação Democrática Unitária  | 384    | 5,76 / 100,00   |
|                         | Partido Democrático Republicano | 123    | 1,85 / 100,00   |
|                         | Outros                          | 247    | 3,71 / 100,00   |
| Votos Inválidos         | Votos Inválidos                 | 210    | 3,15 / 100,00   |
| Total                   | Total                           | 6 663  | 100,00 / 100,00 |
| Eleitorado/Participação | Eleitorado/Participação         | 10 018 | 66,51 / 100,00  |

#### Barqueiros
| Partido                 | Partido                        | Votos | %               | +/-  |
| ----------------------- | ------------------------------ | ----- | --------------- | ---- |
|                         | Portugal à Frente              | 514   | 53,54 / 100,00  | 2,44 |
|                         | Partido Socialista             | 325   | 33,85 / 100,00  | 1,43 |
|                         | Bloco de Esquerda              | 35    | 3,65 / 100,00   | 2,09 |
|                         | Coligação Democrática Unitária | 20    | 2,08 / 100,00   | 0,52 |
|                         | Outros                         | 36    | 3,75 / 100,00   |      |
| Votos Inválidos         | Votos Inválidos                | 30    | 3,13 / 100,00   | 0,30 |
| Total                   | Total                          | 960   | 100,00 / 100,00 |      |
| Eleitorado/Participação | Eleitorado/Participação        | 1 753 | 54,76 / 100,00  | 0,50 |

#### Cambeses
| Partido                 | Partido                        | Votos | %               | +/-   |
| ----------------------- | ------------------------------ | ----- | --------------- | ----- |
|                         | Partido Socialista             | 341   | 46,39 / 100,00  | 4,31  |
|                         | Portugal à Frente              | 212   | 28,84 / 100,00  | 11,21 |
|                         | Bloco de Esquerda              | 62    | 8,44 / 100,00   | 5,65  |
|                         | Coligação Democrática Unitária | 58    | 7,89 / 100,00   | 1,17  |
|                         | Outros                         | 26    | 3,53 / 100,00   |       |
| Votos Inválidos         | Votos Inválidos                | 36    | 4,90 / 100,00   | 0,46  |
| Total                   | Total                          | 735   | 100,00 / 100,00 |       |
| Eleitorado/Participação | Eleitorado/Participação        | 1 190 | 61,76 / 100,00  | 4,10  |

#### Campo e Tamel
| Partido                 | Partido                         | Votos | %               |
| ----------------------- | ------------------------------- | ----- | --------------- |
|                         | Portugal à Frente               | 569   | 61,38 / 100,00  |
|                         | Partido Socialista              | 205   | 22,11 / 100,00  |
|                         | Bloco de Esquerda               | 58    | 6,26 / 100,00   |
|                         | Coligação Democrática Unitária  | 16    | 1,73 / 100,00   |
|                         | Partido Democrático Republicano | 11    | 1,19 / 100,00   |
|                         | Outros                          | 23    | 2,50 / 100,00   |
| Votos Inválidos         | Votos Inválidos                 | 45    | 4,86 / 100,00   |
| Total                   | Total                           | 927   | 100,00 / 100,00 |
| Eleitorado/Participação | Eleitorado/Participação         | 1 378 | 67,27 / 100,00  |

#### Carapeços
| Partido                 | Partido                         | Votos | %               | +/-  |
| ----------------------- | ------------------------------- | ----- | --------------- | ---- |
|                         | Portugal à Frente               | 830   | 62,41 / 100,00  | 0,52 |
|                         | Partido Socialista              | 335   | 25,19 / 100,00  | 0,23 |
|                         | Bloco de Esquerda               | 54    | 4,06 / 100,00   | 1,76 |
|                         | Coligação Democrática Unitária  | 28    | 2,11 / 100,00   | 0,66 |
|                         | Partido Democrático Republicano | 21    | 1,58 / 100,00   | Novo |
|                         | Outros                          | 29    | 2,17 / 100,00   |      |
| Votos Inválidos         | Votos Inválidos                 | 33    | 2,48 / 100,00   | 0,69 |
| Total                   | Total                           | 1 330 | 100,00 / 100,00 |      |
| Eleitorado/Participação | Eleitorado/Participação         | 1 947 | 68,31 / 100,00  | 2,10 |

#### Carreira e Fonte Coberta
| Partido                 | Partido                        | Votos | %               |
| ----------------------- | ------------------------------ | ----- | --------------- |
|                         | Portugal à Frente              | 599   | 50,51 / 100,00  |
|                         | Partido Socialista             | 375   | 31,62 / 100,00  |
|                         | Bloco de Esquerda              | 79    | 6,66 / 100,00   |
|                         | Coligação Democrática Unitária | 45    | 3,79 / 100,00   |
|                         | Outros                         | 37    | 3,12 / 100,00   |
| Votos Inválidos         | Votos Inválidos                | 51    | 4,30 / 100,00   |
| Total                   | Total                          | 1 186 | 100,00 / 100,00 |
| Eleitorado/Participação | Eleitorado/Participação        | 1 814 | 65,38 / 100,00  |

#### Carvalhal
| Partido                 | Partido                         | Votos | %               | +/-  |
| ----------------------- | ------------------------------- | ----- | --------------- | ---- |
|                         | Portugal à Frente               | 498   | 57,24 / 100,00  | 4,77 |
|                         | Partido Socialista              | 235   | 27,01 / 100,00  | 0,22 |
|                         | Bloco de Esquerda               | 41    | 4,71 / 100,00   | 2,23 |
|                         | Partido Democrático Republicano | 17    | 1,95 / 100,00   | Novo |
|                         | Coligação Democrática Unitária  | 16    | 1,84 / 100,00   | 0,33 |
|                         | Outros                          | 33    | 3,78 / 100,00   |      |
| Votos Inválidos         | Votos Inválidos                 | 30    | 3,44 / 100,00   | 0,24 |
| Total                   | Total                           | 870   | 100,00 / 100,00 |      |
| Eleitorado/Participação | Eleitorado/Participação         | 1 209 | 71,96 / 100,00  | 1,28 |

#### Carvalhos
| Partido                 | Partido                         | Votos | %               | +/-  |
| ----------------------- | ------------------------------- | ----- | --------------- | ---- |
|                         | Portugal à Frente               | 223   | 60,60 / 100,00  | 0,03 |
|                         | Partido Socialista              | 92    | 25,00 / 100,00  | 4,12 |
|                         | Bloco de Esquerda               | 13    | 3,53 / 100,00   | 2,34 |
|                         | Coligação Democrática Unitária  | 12    | 3,26 / 100,00   | 1,20 |
|                         | Partido Democrático Republicano | 4     | 1,09 / 100,00   | Novo |
|                         | LIVRE/Tempo de Avançar          | 4     | 1,09 / 100,00   | Novo |
|                         | Outros                          | 11    | 2,97 / 100,00   |      |
| Votos Inválidos         | Votos Inválidos                 | 9     | 2,44 / 100,00   | 0,66 |
| Total                   | Total                           | 368   | 100,00 / 100,00 |      |
| Eleitorado/Participação | Eleitorado/Participação         | 681   | 54,04 / 100,00  | 2,11 |

#### Chorente, Goios, Courel, Pedra Furada e Gueral
| Partido                 | Partido                         | Votos | %               |
| ----------------------- | ------------------------------- | ----- | --------------- |
|                         | Portugal à Frente               | 1 103 | 68,94 / 100,00  |
|                         | Partido Socialista              | 283   | 17,69 / 100,00  |
|                         | Bloco de Esquerda               | 77    | 4,81 / 100,00   |
|                         | Coligação Democrática Unitária  | 28    | 1,75 / 100,00   |
|                         | Partido Democrático Republicano | 22    | 1,38 / 100,00   |
|                         | Outros                          | 47    | 2,93 / 100,00   |
| Votos Inválidos         | Votos Inválidos                 | 40    | 2,50 / 100,00   |
| Total                   | Total                           | 1 600 | 100,00 / 100,00 |
| Eleitorado/Participação | Eleitorado/Participação         | 2 353 | 68,00 / 100,00  |

#### Cossourado
| Partido                 | Partido                        | Votos | %               | +/-  |
| ----------------------- | ------------------------------ | ----- | --------------- | ---- |
|                         | Portugal à Frente              | 290   | 60,54 / 100,00  | 5,13 |
|                         | Partido Socialista             | 136   | 28,39 / 100,00  | 3,64 |
|                         | Bloco de Esquerda              | 16    | 3,34 / 100,00   | 1,34 |
|                         | Coligação Democrática Unitária | 8     | 1,67 / 100,00   | 0,92 |
|                         | Outros                         | 20    | 4,20 / 100,00   |      |
| Votos Inválidos         | Votos Inválidos                | 9     | 1,88 / 100,00   | 0,12 |
| Total                   | Total                          | 479   | 100,00 / 100,00 |      |
| Eleitorado/Participação | Eleitorado/Participação        | 822   | 58,27 / 100,00  | 1,52 |

#### Creixomil e Mariz
| Partido                 | Partido                         | Votos | %               |
| ----------------------- | ------------------------------- | ----- | --------------- |
|                         | Portugal à Frente               | 428   | 55,01 / 100,00  |
|                         | Partido Socialista              | 216   | 27,76 / 100,00  |
|                         | Bloco de Esquerda               | 40    | 5,14 / 100,00   |
|                         | Partido Democrático Republicano | 22    | 2,83 / 100,00   |
|                         | Coligação Democrática Unitária  | 14    | 1,80 / 100,00   |
|                         | Outros                          | 28    | 3,61 / 100,00   |
| Votos Inválidos         | Votos Inválidos                 | 30    | 3,85 / 100,00   |
| Total                   | Total                           | 778   | 100,00 / 100,00 |
| Eleitorado/Participação | Eleitorado/Participação         | 1 084 | 71,77 / 100,00  |

#### Cristelo
| Partido                 | Partido                         | Votos | %               | +/-  |
| ----------------------- | ------------------------------- | ----- | --------------- | ---- |
|                         | Portugal à Frente               | 635   | 66,91 / 100,00  | 4,29 |
|                         | Partido Socialista              | 175   | 18,44 / 100,00  | 1,54 |
|                         | Bloco de Esquerda               | 40    | 4,21 / 100,00   | 3,03 |
|                         | Partido Democrático Republicano | 15    | 1,58 / 100,00   | Novo |
|                         | Coligação Democrática Unitária  | 12    | 1,26 / 100,00   | 0,48 |
|                         | Outros                          | 31    | 3,27 / 100,00   |      |
| Votos Inválidos         | Votos Inválidos                 | 41    | 4,33 / 100,00   | 2,08 |
| Total                   | Total                           | 949   | 100,00 / 100,00 |      |
| Eleitorado/Participação | Eleitorado/Participação         | 1 714 | 55,37 / 100,00  | 3,41 |

#### Durrães e Tregosa
| Partido                 | Partido                         | Votos | %               |
| ----------------------- | ------------------------------- | ----- | --------------- |
|                         | Portugal à Frente               | 467   | 58,01 / 100,00  |
|                         | Partido Socialista              | 192   | 23,85 / 100,00  |
|                         | Bloco de Esquerda               | 50    | 6,21 / 100,00   |
|                         | Coligação Democrática Unitária  | 16    | 1,99 / 100,00   |
|                         | Partido Democrático Republicano | 11    | 1,37 / 100,00   |
|                         | Outros                          | 25    | 3,10 / 100,00   |
| Votos Inválidos         | Votos Inválidos                 | 44    | 5,47 / 100,00   |
| Total                   | Total                           | 805   | 100,00 / 100,00 |
| Eleitorado/Participação | Eleitorado/Participação         | 1 280 | 62,89 / 100,00  |

#### Fornelos
| Partido                 | Partido                        | Votos | %               | +/-  |
| ----------------------- | ------------------------------ | ----- | --------------- | ---- |
|                         | Portugal à Frente              | 322   | 71,88 / 100,00  | 2,25 |
|                         | Partido Socialista             | 74    | 16,52 / 100,00  | 0,34 |
|                         | Bloco de Esquerda              | 19    | 4,24 / 100,00   | 1,01 |
|                         | Coligação Democrática Unitária | 5     | 1,12 / 100,00   | 0,89 |
|                         | Outros                         | 15    | 3,34 / 100,00   |      |
| Votos Inválidos         | Votos Inválidos                | 13    | 2,90 / 100,00   | 1,52 |
| Total                   | Total                          | 448   | 100,00 / 100,00 |      |
| Eleitorado/Participação | Eleitorado/Participação        | 701   | 63,91 / 100,00  | 0,33 |

#### Fragoso
| Partido                 | Partido                         | Votos | %               | +/-   |
| ----------------------- | ------------------------------- | ----- | --------------- | ----- |
|                         | Portugal à Frente               | 619   | 52,46 / 100,00  | 11,78 |
|                         | Partido Socialista              | 362   | 30,68 / 100,00  | 8,60  |
|                         | Bloco de Esquerda               | 74    | 6,27 / 100,00   | 4,02  |
|                         | Coligação Democrática Unitária  | 21    | 1,78 / 100,00   | 0,38  |
|                         | Partido Democrático Republicano | 18    | 1,53 / 100,00   | Novo  |
|                         | Outros                          | 39    | 3,29 / 100,00   |       |
| Votos Inválidos         | Votos Inválidos                 | 47    | 3,99 / 100,00   | 0,42  |
| Total                   | Total                           | 1 180 | 100,00 / 100,00 |       |
| Eleitorado/Participação | Eleitorado/Participação         | 1 978 | 59,66 / 100,00  | 2,47  |

#### Galegos Santa Maria
| Partido                 | Partido                         | Votos | %               | +/-  |
| ----------------------- | ------------------------------- | ----- | --------------- | ---- |
|                         | Portugal à Frente               | 1 048 | 59,65 / 100,00  | 2,79 |
|                         | Partido Socialista              | 380   | 21,63 / 100,00  | 2,62 |
|                         | Bloco de Esquerda               | 116   | 6,60 / 100,00   | 3,32 |
|                         | Partido Democrático Republicano | 48    | 2,73 / 100,00   | Novo |
|                         | Coligação Democrática Unitária  | 29    | 1,65 / 100,00   | 0,37 |
|                         | Outros                          | 78    | 4,44 / 100,00   |      |
| Votos Inválidos         | Votos Inválidos                 | 58    | 3,30 / 100,00   | 0,67 |
| Total                   | Total                           | 1 757 | 100,00 / 100,00 |      |
| Eleitorado/Participação | Eleitorado/Participação         | 2 586 | 67,94 / 100,00  | 1,14 |

#### Galegos São Martinho
| Partido                 | Partido                         | Votos | %               | +/-  |
| ----------------------- | ------------------------------- | ----- | --------------- | ---- |
|                         | Portugal à Frente               | 613   | 57,08 / 100,00  | 1,51 |
|                         | Partido Socialista              | 248   | 23,09 / 100,00  | 4,37 |
|                         | Bloco de Esquerda               | 85    | 7,91 / 100,00   | 3,26 |
|                         | Partido Democrático Republicano | 24    | 2,23 / 100,00   | Novo |
|                         | Coligação Democrática Unitária  | 17    | 1,58 / 100,00   | 0,12 |
|                         | Pessoas–Animais–Natureza        | 16    | 1,49 / 100,00   | 0,85 |
|                         | Outros                          | 34    | 3,18 / 100,00   |      |
| Votos Inválidos         | Votos Inválidos                 | 37    | 3,44 / 100,00   | 0,75 |
| Total                   | Total                           | 1 074 | 100,00 / 100,00 |      |
| Eleitorado/Participação | Eleitorado/Participação         | 1 761 | 60,99 / 100,00  | 0,07 |

#### Gamil e Midões
| Partido                 | Partido                         | Votos | %               |
| ----------------------- | ------------------------------- | ----- | --------------- |
|                         | Portugal à Frente               | 418   | 46,70 / 100,00  |
|                         | Partido Socialista              | 297   | 33,18 / 100,00  |
|                         | Bloco de Esquerda               | 85    | 9,50 / 100,00   |
|                         | Coligação Democrática Unitária  | 19    | 2,12 / 100,00   |
|                         | Partido Democrático Republicano | 11    | 1,23 / 100,00   |
|                         | PCTP/MRPP                       | 10    | 1,12 / 100,00   |
|                         | Outros                          | 28    | 3,14 / 100,00   |
| Votos Inválidos         | Votos Inválidos                 | 27    | 3,01 / 100,00   |
| Total                   | Total                           | 895   | 100,00 / 100,00 |
| Eleitorado/Participação | Eleitorado/Participação         | 1 266 | 70,70 / 100,00  |

#### Gilmonde
| Partido                 | Partido                         | Votos | %               | +/-  |
| ----------------------- | ------------------------------- | ----- | --------------- | ---- |
|                         | Portugal à Frente               | 540   | 58,38 / 100,00  | 4,93 |
|                         | Partido Socialista              | 211   | 22,81 / 100,00  | 1,33 |
|                         | Bloco de Esquerda               | 70    | 7,57 / 100,00   | 3,28 |
|                         | Coligação Democrática Unitária  | 18    | 1,95 / 100,00   | 0,13 |
|                         | Partido Democrático Republicano | 17    | 1,84 / 100,00   | Novo |
|                         | Outros                          | 34    | 3,67 / 100,00   |      |
| Votos Inválidos         | Votos Inválidos                 | 35    | 3,78 / 100,00   | 0,40 |
| Total                   | Total                           | 925   | 100,00 / 100,00 |      |
| Eleitorado/Participação | Eleitorado/Participação         | 1 408 | 65,70 / 100,00  | 3,34 |

#### Lama
| Partido                 | Partido                         | Votos | %               | +/-  |
| ----------------------- | ------------------------------- | ----- | --------------- | ---- |
|                         | Portugal à Frente               | 503   | 64,65 / 100,00  | 2,06 |
|                         | Partido Socialista              | 143   | 18,38 / 100,00  | 2,97 |
|                         | Bloco de Esquerda               | 41    | 5,27 / 100,00   | 2,73 |
|                         | Partido Democrático Republicano | 20    | 2,57 / 100,00   | Novo |
|                         | Outros                          | 38    | 4,89 / 100,00   |      |
| Votos Inválidos         | Votos Inválidos                 | 33    | 4,24 / 100,00   | 2,08 |
| Total                   | Total                           | 778   | 100,00 / 100,00 |      |
| Eleitorado/Participação | Eleitorado/Participação         | 1 163 | 66,90 / 100,00  | 1,64 |

#### Lijó
| Partido                 | Partido                         | Votos | %               | +/-  |
| ----------------------- | ------------------------------- | ----- | --------------- | ---- |
|                         | Portugal à Frente               | 829   | 58,71 / 100,00  | 0,25 |
|                         | Partido Socialista              | 317   | 22,45 / 100,00  | 4,64 |
|                         | Bloco de Esquerda               | 92    | 6,52 / 100,00   | 2,93 |
|                         | Coligação Democrática Unitária  | 34    | 2,41 / 100,00   | 0,08 |
|                         | Partido Democrático Republicano | 23    | 1,63 / 100,00   | Novo |
|                         | Outros                          | 59    | 4,17 / 100,00   |      |
| Votos Inválidos         | Votos Inválidos                 | 58    | 4,11 / 100,00   | 0,10 |
| Total                   | Total                           | 1 412 | 100,00 / 100,00 |      |
| Eleitorado/Participação | Eleitorado/Participação         | 2 087 | 67,66 / 100,00  | 4,51 |

#### Macieira de Rates
| Partido                 | Partido                         | Votos | %               | +/-  |
| ----------------------- | ------------------------------- | ----- | --------------- | ---- |
|                         | Portugal à Frente               | 890   | 78,55 / 100,00  | 5,98 |
|                         | Partido Socialista              | 106   | 9,36 / 100,00   | 1,24 |
|                         | Bloco de Esquerda               | 40    | 3,53 / 100,00   | 1,65 |
|                         | Partido Democrático Republicano | 16    | 1,41 / 100,00   | Novo |
|                         | Outros                          | 38    | 3,36 / 100,00   |      |
| Votos Inválidos         | Votos Inválidos                 | 43    | 3,79 / 100,00   | 1,65 |
| Total                   | Total                           | 1 133 | 100,00 / 100,00 |      |
| Eleitorado/Participação | Eleitorado/Participação         | 1 581 | 71,66 / 100,00  | 0,25 |

#### Manhente
| Partido                 | Partido                         | Votos | %               | +/-  |
| ----------------------- | ------------------------------- | ----- | --------------- | ---- |
|                         | Portugal à Frente               | 597   | 53,16 / 100,00  | 5,37 |
|                         | Partido Socialista              | 264   | 23,51 / 100,00  | 2,64 |
|                         | Bloco de Esquerda               | 105   | 9,35 / 100,00   | 2,68 |
|                         | Coligação Democrática Unitária  | 48    | 4,27 / 100,00   | 1,93 |
|                         | Partido Democrático Republicano | 24    | 2,14 / 100,00   | Novo |
|                         | Outros                          | 53    | 4,72 / 100,00   |      |
| Votos Inválidos         | Votos Inválidos                 | 32    | 2,85 / 100,00   | 0,48 |
| Total                   | Total                           | 1 123 | 100,00 / 100,00 |      |
| Eleitorado/Participação | Eleitorado/Participação         | 1 670 | 67,25 / 100,00  | 1,25 |

#### Martim
| Partido                 | Partido                         | Votos | %               | +/-  |
| ----------------------- | ------------------------------- | ----- | --------------- | ---- |
|                         | Portugal à Frente               | 599   | 51,95 / 100,00  | 0,01 |
|                         | Partido Socialista              | 294   | 25,50 / 100,00  | 6,90 |
|                         | Bloco de Esquerda               | 78    | 6,76 / 100,00   | 3,57 |
|                         | Coligação Democrática Unitária  | 59    | 5,12 / 100,00   | 0,91 |
|                         | Partido Democrático Republicano | 17    | 1,47 / 100,00   | Novo |
|                         | PCTP/MRPP                       | 16    | 1,39 / 100,00   | 0,40 |
|                         | Outros                          | 40    | 3,47 / 100,00   |      |
| Votos Inválidos         | Votos Inválidos                 | 50    | 4,34 / 100,00   | 1,30 |
| Total                   | Total                           | 1 153 | 100,00 / 100,00 |      |
| Eleitorado/Participação | Eleitorado/Participação         | 2 045 | 56,38 / 100,00  | 5,83 |

#### Milhazes, Vilar de Figos e Faria
| Partido                 | Partido                         | Votos | %               |
| ----------------------- | ------------------------------- | ----- | --------------- |
|                         | Portugal à Frente               | 858   | 68,20 / 100,00  |
|                         | Partido Socialista              | 224   | 17,81 / 100,00  |
|                         | Bloco de Esquerda               | 53    | 4,21 / 100,00   |
|                         | Coligação Democrática Unitária  | 19    | 1,51 / 100,00   |
|                         | Partido Democrático Republicano | 17    | 1,35 / 100,00   |
|                         | Outros                          | 45    | 3,58 / 100,00   |
| Votos Inválidos         | Votos Inválidos                 | 42    | 3,34 / 100,00   |
| Total                   | Total                           | 1 258 | 100,00 / 100,00 |
| Eleitorado/Participação | Eleitorado/Participação         | 1 914 | 65,73 / 100,00  |

#### Moure
| Partido                 | Partido                         | Votos | %               | +/-  |
| ----------------------- | ------------------------------- | ----- | --------------- | ---- |
|                         | Portugal à Frente               | 284   | 51,73 / 100,00  | 2,83 |
|                         | Partido Socialista              | 181   | 32,97 / 100,00  | 0,75 |
|                         | Bloco de Esquerda               | 24    | 4,37 / 100,00   | 2,69 |
|                         | Coligação Democrática Unitária  | 19    | 3,46 / 100,00   | 0,64 |
|                         | Partido Democrático Republicano | 13    | 2,37 / 100,00   | Novo |
|                         | Outros                          | 15    | 2,73 / 100,00   |      |
| Votos Inválidos         | Votos Inválidos                 | 13    | 2,37 / 100,00   | 1,17 |
| Total                   | Total                           | 549   | 100,00 / 100,00 |      |
| Eleitorado/Participação | Eleitorado/Participação         | 809   | 67,86 / 100,00  | 1,97 |

#### Negreiros e Chavão
| Partido                 | Partido                         | Votos | %               |
| ----------------------- | ------------------------------- | ----- | --------------- |
|                         | Portugal à Frente               | 1 202 | 81,44 / 100,00  |
|                         | Partido Socialista              | 139   | 9,42 / 100,00   |
|                         | Bloco de Esquerda               | 45    | 3,05 / 100,00   |
|                         | Partido Democrático Republicano | 15    | 1,02 / 100,00   |
|                         | Outros                          | 39    | 2,63 / 100,00   |
| Votos Inválidos         | Votos Inválidos                 | 36    | 2,44 / 100,00   |
| Total                   | Total                           | 1 476 | 100,00 / 100,00 |
| Eleitorado/Participação | Eleitorado/Participação         | 2 102 | 70,22 / 100,00  |

#### Oliveira
| Partido                 | Partido                        | Votos | %               | +/-  |
| ----------------------- | ------------------------------ | ----- | --------------- | ---- |
|                         | Portugal à Frente              | 418   | 68,86 / 100,00  | 0,92 |
|                         | Partido Socialista             | 97    | 15,98 / 100,00  | 1,30 |
|                         | Bloco de Esquerda              | 34    | 5,60 / 100,00   | 2,78 |
|                         | Coligação Democrática Unitária | 10    | 1,65 / 100,00   | 0,82 |
|                         | Outros                         | 24    | 3,95 / 100,00   |      |
| Votos Inválidos         | Votos Inválidos                | 24    | 3,95 / 100,00   | 0,03 |
| Total                   | Total                          | 607   | 100,00 / 100,00 |      |
| Eleitorado/Participação | Eleitorado/Participação        | 958   | 63,36 / 100,00  | 2,15 |

#### Palme
| Partido                 | Partido                         | Votos | %               | +/-   |
| ----------------------- | ------------------------------- | ----- | --------------- | ----- |
|                         | Portugal à Frente               | 384   | 62,14 / 100,00  | 12,37 |
|                         | Partido Socialista              | 150   | 24,27 / 100,00  | 8,71  |
|                         | Bloco de Esquerda               | 25    | 4,05 / 100,00   | 2,23  |
|                         | Partido Democrático Republicano | 8     | 1,29 / 100,00   | Novo  |
|                         | Outros                          | 26    | 4,21 / 100,00   |       |
| Votos Inválidos         | Votos Inválidos                 | 25    | 4,04 / 100,00   | 0,73  |
| Total                   | Total                           | 618   | 100,00 / 100,00 |       |
| Eleitorado/Participação | Eleitorado/Participação         | 974   | 63,45 / 100,00  | 2,38  |

#### Panque
| Partido                 | Partido                         | Votos | %               | +/-  |
| ----------------------- | ------------------------------- | ----- | --------------- | ---- |
|                         | Portugal à Frente               | 268   | 71,47 / 100,00  | 6,33 |
|                         | Partido Socialista              | 45    | 12,00 / 100,00  | 0,20 |
|                         | Bloco de Esquerda               | 18    | 4,80 / 100,00   | 1,71 |
|                         | Coligação Democrática Unitária  | 9     | 2,40 / 100,00   | 0,43 |
|                         | Partido Democrático Republicano | 8     | 2,13 / 100,00   | Novo |
|                         | PCTP/MRPP                       | 7     | 1,87 / 100,00   | 1,59 |
|                         | Outros                          | 8     | 2,14 / 100,00   |      |
| Votos Inválidos         | Votos Inválidos                 | 12    | 3,20 / 100,00   | 0,11 |
| Total                   | Total                           | 375   | 100,00 / 100,00 |      |
| Eleitorado/Participação | Eleitorado/Participação         | 656   | 57,16 / 100,00  | 0,35 |

#### Paradela
| Partido                 | Partido                        | Votos | %               | +/-   |
| ----------------------- | ------------------------------ | ----- | --------------- | ----- |
|                         | Portugal à Frente              | 311   | 64,39 / 100,00  | 14,24 |
|                         | Partido Socialista             | 92    | 19,05 / 100,00  | 7,02  |
|                         | Bloco de Esquerda              | 31    | 6,42 / 100,00   | 4,55  |
|                         | Coligação Democrática Unitária | 6     | 1,24 / 100,00   | 0,62  |
|                         | PCTP/MRPP                      | 5     | 1,04 / 100,00   | 0,42  |
|                         | AGIR                           | 5     | 1,04 / 100,00   | Novo  |
|                         | Outros                         | 16    | 3,33 / 100,00   |       |
| Votos Inválidos         | Votos Inválidos                | 17    | 3,52 / 100,00   | 0,62  |
| Total                   | Total                          | 483   | 100,00 / 100,00 |       |
| Eleitorado/Participação | Eleitorado/Participação        | 732   | 65,98 / 100,00  | 3,07  |

#### Pereira
| Partido                 | Partido                         | Votos | %               | +/-  |
| ----------------------- | ------------------------------- | ----- | --------------- | ---- |
|                         | Portugal à Frente               | 470   | 57,95 / 100,00  | 2,80 |
|                         | Partido Socialista              | 227   | 27,99 / 100,00  | 3,34 |
|                         | Bloco de Esquerda               | 38    | 4,69 / 100,00   | 2,05 |
|                         | Partido Democrático Republicano | 17    | 2,10 / 100,00   | Novo |
|                         | Coligação Democrática Unitária  | 14    | 1,73 / 100,00   | 0,79 |
|                         | Outros                          | 20    | 2,45 / 100,00   |      |
| Votos Inválidos         | Votos Inválidos                 | 25    | 3,09 / 100,00   | 2,19 |
| Total                   | Total                           | 811   | 100,00 / 100,00 |      |
| Eleitorado/Participação | Eleitorado/Participação         | 1 151 | 70,46 / 100,00  | 1,81 |

#### Perelhal
| Partido                 | Partido                         | Votos | %               | +/-  |
| ----------------------- | ------------------------------- | ----- | --------------- | ---- |
|                         | Portugal à Frente               | 543   | 60,00 / 100,00  | 0,91 |
|                         | Partido Socialista              | 219   | 24,20 / 100,00  | 5,35 |
|                         | Bloco de Esquerda               | 37    | 4,09 / 100,00   | 1,82 |
|                         | Coligação Democrática Unitária  | 19    | 2,10 / 100,00   | 0,17 |
|                         | Partido Democrático Republicano | 15    | 1,66 / 100,00   | Novo |
|                         | Outros                          | 30    | 3,31 / 100,00   |      |
| Votos Inválidos         | Votos Inválidos                 | 42    | 4,64 / 100,00   | 0,12 |
| Total                   | Total                           | 905   | 100,00 / 100,00 |      |
| Eleitorado/Participação | Eleitorado/Participação         | 1 550 | 58,39 / 100,00  | 3,09 |

#### Pousa
| Partido                 | Partido                         | Votos | %               | +/-  |
| ----------------------- | ------------------------------- | ----- | --------------- | ---- |
|                         | Portugal à Frente               | 636   | 52,17 / 100,00  | 0,62 |
|                         | Partido Socialista              | 332   | 27,24 / 100,00  | 3,49 |
|                         | Bloco de Esquerda               | 83    | 6,81 / 100,00   | 3,64 |
|                         | Coligação Democrática Unitária  | 45    | 3,69 / 100,00   | 0,13 |
|                         | Partido Democrático Republicano | 25    | 2,05 / 100,00   | Novo |
|                         | Pessoas–Animais–Natureza        | 23    | 1,89 / 100,00   | 0,96 |
|                         | PCTP/MRPP                       | 16    | 1,31 / 100,00   | 0,54 |
|                         | Outros                          | 17    | 1,40 / 100,00   |      |
| Votos Inválidos         | Votos Inválidos                 | 42    | 3,44 / 100,00   | 0,19 |
| Total                   | Total                           | 1 219 | 100,00 / 100,00 |      |
| Eleitorado/Participação | Eleitorado/Participação         | 2 071 | 58,86 / 100,00  | 4,20 |

#### Quintiães e Aguiar
| Partido                 | Partido                         | Votos | %               |
| ----------------------- | ------------------------------- | ----- | --------------- |
|                         | Portugal à Frente               | 459   | 65,85 / 100,00  |
|                         | Partido Socialista              | 130   | 18,65 / 100,00  |
|                         | Bloco de Esquerda               | 33    | 4,73 / 100,00   |
|                         | Coligação Democrática Unitária  | 18    | 2,58 / 100,00   |
|                         | Partido Democrático Republicano | 10    | 1,43 / 100,00   |
|                         | Outros                          | 27    | 3,89 / 100,00   |
| Votos Inválidos         | Votos Inválidos                 | 20    | 2,87 / 100,00   |
| Total                   | Total                           | 697   | 100,00 / 100,00 |
| Eleitorado/Participação | Eleitorado/Participação         | 1 103 | 63,19 / 100,00  |

#### Remelhe
| Partido                 | Partido                         | Votos | %               | +/-  |
| ----------------------- | ------------------------------- | ----- | --------------- | ---- |
|                         | Portugal à Frente               | 542   | 65,46 / 100,00  | 0,73 |
|                         | Partido Socialista              | 153   | 18,48 / 100,00  | 2,40 |
|                         | Bloco de Esquerda               | 36    | 4,35 / 100,00   | 2,33 |
|                         | Coligação Democrática Unitária  | 18    | 2,17 / 100,00   | 0,80 |
|                         | Partido Democrático Republicano | 18    | 2,17 / 100,00   | Novo |
|                         | Pessoas–Animais–Natureza        | 9     | 1,09 / 100,00   | 0,38 |
|                         | Outros                          | 24    | 2,90 / 100,00   |      |
| Votos Inválidos         | Votos Inválidos                 | 28    | 3,38 / 100,00   | 0,89 |
| Total                   | Total                           | 828   | 100,00 / 100,00 |      |
| Eleitorado/Participação | Eleitorado/Participação         | 1 240 | 66,77 / 100,00  | 1,16 |

#### Rio Covo Santa Eugénia
| Partido                 | Partido                         | Votos | %               | +/-  |
| ----------------------- | ------------------------------- | ----- | --------------- | ---- |
|                         | Portugal à Frente               | 366   | 39,02 / 100,00  | 4,64 |
|                         | Partido Socialista              | 353   | 37,63 / 100,00  | 0,37 |
|                         | Bloco de Esquerda               | 94    | 10,02 / 100,00  | 5,60 |
|                         | Coligação Democrática Unitária  | 47    | 5,01 / 100,00   | 0,38 |
|                         | Partido Democrático Republicano | 19    | 2,03 / 100,00   | Novo |
|                         | PCTP/MRPP                       | 14    | 1,49 / 100,00   | 0,75 |
|                         | Outros                          | 20    | 2,14 / 100,00   |      |
| Votos Inválidos         | Votos Inválidos                 | 25    | 2,66 / 100,00   | 1,45 |
| Total                   | Total                           | 938   | 100,00 / 100,00 |      |
| Eleitorado/Participação | Eleitorado/Participação         | 1 394 | 67,29 / 100,00  | 2,56 |

#### Roriz
| Partido                 | Partido                         | Votos | %               | +/-  |
| ----------------------- | ------------------------------- | ----- | --------------- | ---- |
|                         | Portugal à Frente               | 874   | 72,11 / 100,00  | 2,38 |
|                         | Partido Socialista              | 151   | 12,46 / 100,00  | 0,21 |
|                         | Bloco de Esquerda               | 57    | 4,70 / 100,00   | 1,26 |
|                         | Partido Democrático Republicano | 26    | 2,15 / 100,00   | Novo |
|                         | Coligação Democrática Unitária  | 21    | 1,73 / 100,00   | 0,37 |
|                         | PCTP/MRPP                       | 13    | 1,07 / 100,00   | 0,65 |
|                         | Outros                          | 40    | 3,30 / 100,00   |      |
| Votos Inválidos         | Votos Inválidos                 | 30    | 2,48 / 100,00   | 0,46 |
| Total                   | Total                           | 1 212 | 100,00 / 100,00 |      |
| Eleitorado/Participação | Eleitorado/Participação         | 1 856 | 65,30 / 100,00  | 0,05 |

#### Sequeade e Bastuço
| Partido                 | Partido                         | Votos | %               |
| ----------------------- | ------------------------------- | ----- | --------------- |
|                         | Portugal à Frente               | 557   | 49,82 / 100,00  |
|                         | Partido Socialista              | 348   | 31,13 / 100,00  |
|                         | Bloco de Esquerda               | 62    | 5,55 / 100,00   |
|                         | Coligação Democrática Unitária  | 43    | 3,85 / 100,00   |
|                         | Pessoas–Animais–Natureza        | 19    | 1,70 / 100,00   |
|                         | Partido Democrático Republicano | 15    | 1,34 / 100,00   |
|                         | Outros                          | 31    | 2,76 / 100,00   |
| Votos Inválidos         | Votos Inválidos                 | 43    | 3,85 / 100,00   |
| Total                   | Total                           | 1 118 | 100,00 / 100,00 |
| Eleitorado/Participação | Eleitorado/Participação         | 1 755 | 63,70 / 100,00  |

#### Silva
| Partido                 | Partido                         | Votos | %               | +/-  |
| ----------------------- | ------------------------------- | ----- | --------------- | ---- |
|                         | Portugal à Frente               | 310   | 47,55 / 100,00  | 0,95 |
|                         | Partido Socialista              | 211   | 32,36 / 100,00  | 3,50 |
|                         | Bloco de Esquerda               | 62    | 9,51 / 100,00   | 5,40 |
|                         | Partido Democrático Republicano | 15    | 2,30 / 100,00   | Novo |
|                         | Coligação Democrática Unitária  | 11    | 1,69 / 100,00   | 2,26 |
|                         | PCTP/MRPP                       | 8     | 1,23 / 100,00   | 0,44 |
|                         | Outros                          | 14    | 2,14 / 100,00   |      |
| Votos Inválidos         | Votos Inválidos                 | 21    | 3,22 / 100,00   | 2,46 |
| Total                   | Total                           | 652   | 100,00 / 100,00 |      |
| Eleitorado/Participação | Eleitorado/Participação         | 852   | 76,53 / 100,00  | 0,45 |

#### Silveiros e Rio Covo Santa Eulália
| Partido                 | Partido                         | Votos | %               |
| ----------------------- | ------------------------------- | ----- | --------------- |
|                         | Portugal à Frente               | 587   | 51,76 / 100,00  |
|                         | Partido Socialista              | 285   | 25,13 / 100,00  |
|                         | Bloco de Esquerda               | 93    | 8,20 / 100,00   |
|                         | Coligação Democrática Unitária  | 53    | 4,67 / 100,00   |
|                         | Partido Democrático Republicano | 14    | 1,23 / 100,00   |
|                         | PCTP/MRPP                       | 12    | 1,06 / 100,00   |
|                         | Outros                          | 38    | 3,37 / 100,00   |
| Votos Inválidos         | Votos Inválidos                 | 52    | 4,58 / 100,00   |
| Total                   | Total                           | 1 134 | 100,00 / 100,00 |
| Eleitorado/Participação | Eleitorado/Participação         | 1 832 | 61,90 / 100,00  |

#### Tamel Santa Leocádia e Vilar do Monte
| Partido                 | Partido                         | Votos | %               |
| ----------------------- | ------------------------------- | ----- | --------------- |
|                         | Portugal à Frente               | 482   | 57,59 / 100,00  |
|                         | Partido Socialista              | 169   | 20,19 / 100,00  |
|                         | Bloco de Esquerda               | 53    | 6,33 / 100,00   |
|                         | Partido Democrático Republicano | 31    | 3,70 / 100,00   |
|                         | Coligação Democrática Unitária  | 22    | 2,63 / 100,00   |
|                         | Outros                          | 31    | 3,71 / 100,00   |
| Votos Inválidos         | Votos Inválidos                 | 49    | 5,85 / 100,00   |
| Total                   | Total                           | 837   | 100,00 / 100,00 |
| Eleitorado/Participação | Eleitorado/Participação         | 1 227 | 68,22 / 100,00  |

#### Tamel São Veríssimo
| Partido                 | Partido                         | Votos | %               | +/-  |
| ----------------------- | ------------------------------- | ----- | --------------- | ---- |
|                         | Portugal à Frente               | 794   | 44,81 / 100,00  | 0,97 |
|                         | Partido Socialista              | 570   | 32,17 / 100,00  | 6,83 |
|                         | Bloco de Esquerda               | 178   | 10,05 / 100,00  | 3,73 |
|                         | Coligação Democrática Unitária  | 53    | 2,99 / 100,00   | 0,52 |
|                         | Partido Democrático Republicano | 51    | 2,88 / 100,00   | Novo |
|                         | Outros                          | 70    | 3,94 / 100,00   |      |
| Votos Inválidos         | Votos Inválidos                 | 56    | 3,16 / 100,00   | 0,40 |
| Total                   | Total                           | 1 772 | 100,00 / 100,00 |      |
| Eleitorado/Participação | Eleitorado/Participação         | 2 686 | 65,97 / 100,00  | 2,99 |

#### Ucha
| Partido                 | Partido                         | Votos | %               | +/-  |
| ----------------------- | ------------------------------- | ----- | --------------- | ---- |
|                         | Portugal à Frente               | 493   | 56,93 / 100,00  | 6,75 |
|                         | Partido Socialista              | 234   | 27,02 / 100,00  | 4,00 |
|                         | Bloco de Esquerda               | 48    | 5,54 / 100,00   | 2,48 |
|                         | Partido Democrático Republicano | 17    | 1,96 / 100,00   | Novo |
|                         | Coligação Democrática Unitária  | 13    | 1,50 / 100,00   | 1,44 |
|                         | Outros                          | 29    | 3,36 / 100,00   |      |
| Votos Inválidos         | Votos Inválidos                 | 32    | 3,69 / 100,00   | 0,63 |
| Total                   | Total                           | 866   | 100,00 / 100,00 |      |
| Eleitorado/Participação | Eleitorado/Participação         | 1 329 | 65,16 / 100,00  | 0,50 |

#### Várzea
| Partido                 | Partido                         | Votos | %               | +/-  |
| ----------------------- | ------------------------------- | ----- | --------------- | ---- |
|                         | Portugal à Frente               | 486   | 46,60 / 100,00  | 3,75 |
|                         | Partido Socialista              | 357   | 34,23 / 100,00  | 1,23 |
|                         | Bloco de Esquerda               | 77    | 7,38 / 100,00   | 3,79 |
|                         | Coligação Democrática Unitária  | 28    | 2,68 / 100,00   | 0,29 |
|                         | Partido Democrático Republicano | 18    | 1,73 / 100,00   | Novo |
|                         | Outros                          | 37    | 3,55 / 100,00   |      |
| Votos Inválidos         | Votos Inválidos                 | 40    | 3,83 / 100,00   | 0,36 |
| Total                   | Total                           | 1 043 | 100,00 / 100,00 |      |
| Eleitorado/Participação | Eleitorado/Participação         | 1 591 | 65,56 / 100,00  | 1,71 |

#### Viatodos, Grimancelos, Minhotães e Monte de Fralães
| Partido                 | Partido                         | Votos | %               |
| ----------------------- | ------------------------------- | ----- | --------------- |
|                         | Portugal à Frente               | 1 298 | 55,66 / 100,00  |
|                         | Partido Socialista              | 614   | 26,33 / 100,00  |
|                         | Bloco de Esquerda               | 154   | 6,60 / 100,00   |
|                         | Coligação Democrática Unitária  | 50    | 2,14 / 100,00   |
|                         | Partido Democrático Republicano | 39    | 1,67 / 100,00   |
|                         | Outros                          | 83    | 3,57 / 100,00   |
| Votos Inválidos         | Votos Inválidos                 | 94    | 4,03 / 100,00   |
| Total                   | Total                           | 2 332 | 100,00 / 100,00 |
| Eleitorado/Participação | Eleitorado/Participação         | 3 507 | 66,50 / 100,00  |

#### Vila Cova e Feitos
| Partido                 | Partido                         | Votos | %               |
| ----------------------- | ------------------------------- | ----- | --------------- |
|                         | Portugal à Frente               | 914   | 63,78 / 100,00  |
|                         | Partido Socialista              | 279   | 19,47 / 100,00  |
|                         | Bloco de Esquerda               | 65    | 4,54 / 100,00   |
|                         | Coligação Democrática Unitária  | 29    | 2,02 / 100,00   |
|                         | Partido Democrático Republicano | 27    | 1,88 / 100,00   |
|                         | Outros                          | 70    | 4,89 / 100,00   |
| Votos Inválidos         | Votos Inválidos                 | 49    | 3,42 / 100,00   |
| Total                   | Total                           | 1 433 | 100,00 / 100,00 |
| Eleitorado/Participação | Eleitorado/Participação         | 2 308 | 62,09 / 100,00  |

#### Vila Seca
| Partido                 | Partido                        | Votos | %               | +/-  |
| ----------------------- | ------------------------------ | ----- | --------------- | ---- |
|                         | Portugal à Frente              | 461   | 64,03 / 100,00  | 3,09 |
|                         | Partido Socialista             | 169   | 23,47 / 100,00  | 3,01 |
|                         | Bloco de Esquerda              | 40    | 5,56 / 100,00   | 1,60 |
|                         | Coligação Democrática Unitária | 10    | 1,39 / 100,00   | 0,66 |
|                         | Outros                         | 17    | 2,35 / 100,00   |      |
| Votos Inválidos         | Votos Inválidos                | 23    | 3,20 / 100,00   | 0,34 |
| Total                   | Total                          | 720   | 100,00 / 100,00 |      |
| Eleitorado/Participação | Eleitorado/Participação        | 1 082 | 66,54 / 100,00  | 0,80 |